# 汗巴尼薩德
坎巴尼薩德（Khan Bani Saad，阿拉伯语：‎），是伊拉克迪亞拉省的一個市。2011年時，人口為34 770人。

## 外部連結
- 33°34′12″N 44°32′28″E / 33.57000°N 44.54111°E[2] 在維基衛星地圖查看